# Servicii tehnice din construcții

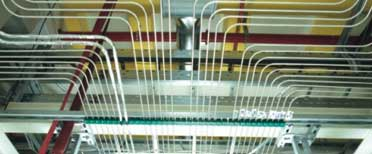
Servicii tehnice din construcții

Serviciile tehnice din construcții cuprind în prezent toate instalațiile de alimentare cu apă, gaz, sanitare, electrice, de încălzire, climatizare, iluminare și securitate contra incendiilor, sistemul de canalizare și transportul gunoiului. În clădirile moderne aceste servicii sunt realizate în mod complet automatizat fiind programate și dirijate prin computer.